# Blockhaus van Éperlecques
Het Blockhaus van Éperlecques of Bunker van Waten (Frans: Blockhaus d’Éperlecques) is een Duitse raketlanceerbasis en bunkercomplex uit de Tweede Wereldoorlog en is nu onderdeel van een museum. Het is gelegen in de buurt van de stad Sint-Omaars in het Forêt d'Éperlecques (gemeente Éperlecques) in het Franse departement Pas-de-Calais. Het ligt ca. 15 kilometer noordnoordwest van het meer ontwikkelde bunkercomplex La Coupole; eveneens een V2-raketlanceerbasis. 

## Historie
De bunker is gebouwd door Nazi-Duitsland onder de codenaam Kraftwerk Nord West (Energiecentrale Noordwest) tussen maart 1943 en juli 1944 en was oorspronkelijk bedoeld als lanceer- en opslagbasis voor V2-raketten. Het was ontworpen om dagelijks 36 V2-raketten te kunnen lanceren en om daarnaast 100 raketten tegelijk te kunnen opslaan. De faciliteit was mede ontworpen om naast de raketlanceerbasis ook een fabriek voor vloeibare zuurstof (raketbrandstof) te omvatten. Daarnaast bouwde men ook een bomvrij treinstation; zodat de aanvoer via het spoor van V2-raketten en andere voorraden uit de Duitse fabrieken mogelijk was.
De bunker werd nooit volledig afgebouwd als gevolg van de herhaaldelijke luchtbombardementen door de Britse- en Amerikaanse luchtmachten, onderdeel van Operatie Crossbow tegen het Duitse V-wapenprogramma, en de verovering van het gebied door de geallieerden in begin september 1944 als gevolg van de snelle opmars na de geallieerde landingen in Normandië. Hierdoor zijn van deze raketlanceerbasis zelf nooit V2’s afgevuurd. De vele luchtaanvallen hebben aanzienlijke schade veroorzaakt en hadden tot gevolg dat de bunker onbruikbaar was voor haar oorspronkelijke doel. Vervolgens hebben de Duitsers de bunker wel gedeeltelijk afgebouwd om deze te kunnen gebruiken als vloeibare zuurstoffabriek voor de productie van raketbrandstof voor de V2-raketten. Om minder kwetsbaar te zijn voor luchtaanvallen gingen de Duitsers daarop snel over tot het formeren van mobiele lanceereenheden; de V2-raketten zelf werden afgevuurd van zogenoemde Meillerwagens.
De Blockhaus-bunker werd door de geallieerden begin september 1944 ontruimd aangetroffen. De Duitsers hadden namelijk met oog op de snelle geallieerde opmars de productiefaciliteiten gedemonteerd en overgebracht naar Duitsland. Het eigenlijke doel van het Blockhaus van Éperlecques werd door de geallieerden pas ontdekt na afloop van de oorlog. 
De bunker maakt thans deel uit van een museum dat de geschiedenis van de Blockhaus-bunker en het Duitse V-wapenprogramma belicht. De bunker en het omliggende gebied worden sinds 03-09-1986 beschermd als monument historique.

## Achtergrond

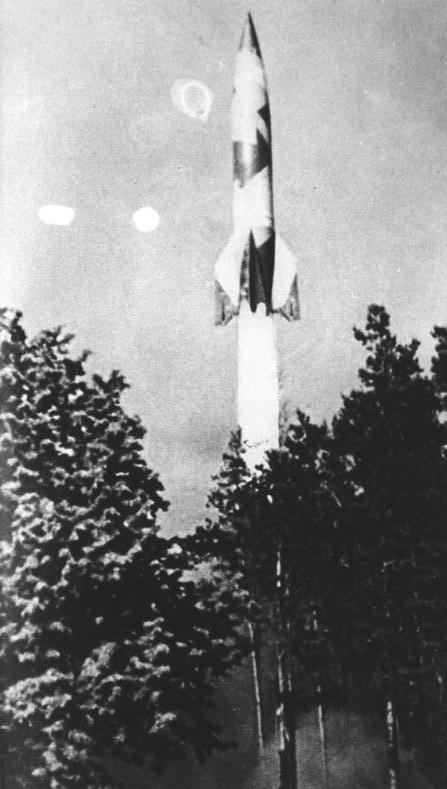
V2 na de start (mogelijk in Wassenaar)

De Aggregate 4 (vanaf september 1944 Vergeltungswaffe 2 of V2 genoemd) was de eerste ballistische raket.  Deze raket werd tussen 1939 en 1944 ontwikkeld door nazi-Duitsland onder leiding van Wernher von Braun. Het werd door Adolf Hitler beschouwd als een van de Wunderwaffen (wonderwapens) waarvan men meende dat deze het verloop van de oorlog konden keren. De eerste succesvolle lancering van een V2 vond plaats op 3 oktober 1942. Op 6 september 1944 werd de V2 voor het eerst in de oorlog gebruikt tegen Parijs, twee dagen later gevolgd door een aanval op Londen. Tegen het einde van de Tweede Wereldoorlog waren er ongeveer 10.000 V2-raketten gebouwd, waarvan er 3.172 zijn afgevuurd op doelwitten.
Het operationele gebruik van de V2-raket werd beperkt door diverse factoren. Een eerste beperkende factor was dat grote hoeveelheden vloeibare zuurstof benodigd waren als oxidator voor het verbrandingsproces voor de voortstuwing van de raket. Vloeibare zuurstof verdampt echter snel waardoor een bron benodigd was dicht bij de lanceerplaats teneinde het verdampingsverlies te minimaliseren. Duitsland en de door hen bezette landen bezaten in die tijd onvoldoende productiecapaciteit om de benodigde hoeveelheden vloeibare zuurstof te produceren benodigd voor grootschalige raketaanvallen. In 1941 en 1942 was de totale dagelijkse productiecapaciteit ongeveer 215 ton terwijl er ongeveer 15 ton nodig is voor de lancering van een V2-raket. Een andere beperkende factor was de afstand tot het beoogde doel. Aangezien de V2-raket in eerste instantie een bereik hadden tussen 321 en 362 km, de laatste versies hadden overigens een bereik van 450 km, en voornamelijk bedoeld waren voor gebruik voor raketaanvallen op Londen en Zuid-Engeland dienden de lanceerplaatsen zich relatief dicht te bevinden bij Het Kanaal of de zuidelijke kusten van de Noordzee, in Noord-Frankrijk, België of West-Nederland. Deze vaste locaties bevonden zich echter ruim binnen het bereik van de geallieerde luchtmachten en waren daarom kwetsbaar voor luchtaanvallen. Een andere oplossing om de kwetsbaarheid voor luchtaanvallen aanzienlijk te verminderen was luchtaanvallen te ontwijken door gebruik te maken van mobiele lanceereenheden. De V2-raketten zelf werden hierbij afgevuurd van zogenoemde getrokken lanceerwagens; de Meillerwagens.
In de projectstudie van maart 1942 van Walter Dornberger, het hoofd van het A-4 ontwikkelingsproject in het Leger Onderzoekscentrum Peenemünde, werden verschillende concepten voor de inzet van de V2-raket behandeld. Hij stelde voor dat de raketten zouden worden gestationeerd in zwaar  versterkte vaste lanceerbasissen te bouwen in een bunkerachtige stijl; gelijkend op de massieve onderzeebootbunkers die toen door de Duitsers werden gebouwd in het bezette Frankrijk en Noorwegen. De V2-raketten moesten daar worden opgeslagen, bewapend, van brandstof voorzien, door middel van een eveneens op de lanceerbasis aanwezige vloeibare zuurstoffabriek, en ten slotte vandaar worden gelanceerd. 
Dit inzetconcept bood belangrijke technische voordelen. Niet alleen zou het verdampingsverlies van de vloeibare zuurstof worden geminimaliseerd maar ook het ingewikkelde proces van pre-lancering-testen zou aanzienlijk kunnen worden vereenvoudigd. Hierdoor zou het mogelijk zijn om met hoge frequentie V2-raketten te lanceren; omdat de faciliteit eigenlijk zou opereren als een soort productielijn. In deze opzet was het de bedoeling dat de lanceerbasis in een gestage stroom raketten zou leveren voor de aanwezige lanceerplatforms.
De onderzeebootbunkers en de andere Atlantikwall-fortificaties waren echter grotendeels gebouwd in de periode 1940-1941, toen de Duitsers luchtovermacht hadden en hierdoor de geallieerde luchtaanvallen makkelijker konden afweren. In de loop van 1942 ging dit voordeel echter verloren aan de United States Army Air Forces, die zich vanaf mei 1942 begon te ontplooien in Engeland, en aan de inmiddels enorm vergrootte Britse Royal Air Force. De Duitse Wehrmacht gaf de voorkeur aan een alternatieve aanpak waarbij gebruik zou worden gemaakt van mobiele lanceereenheden met gebruik van lanceerwagens (Meillerwagens) begeleid door test- en brandstofapparatuur gemonteerd op treinstellen of vrachtwagens. Hoewel men onderkende dat deze configuratie veel minder efficiënt was en hierdoor minder lanceringen mogelijk waren had het echter als grote voordeel dat deze veel minder kwetsbaar was voor luchtaanvallen. De Wehrmacht was er niet van overtuigd dat vaste lanceerbunkers luchtaanvallen konden weerstaan en was in het bijzonder bezorgd over de kwetsbaarheid van de aanvoerverbindingen, via het spoor en de weg, van de vaste lanceerbasissen, die benodigd waren voor de herbevoorrading van de lanceerbasissen met nieuwe V2-raketten en raketbrandstoffen.

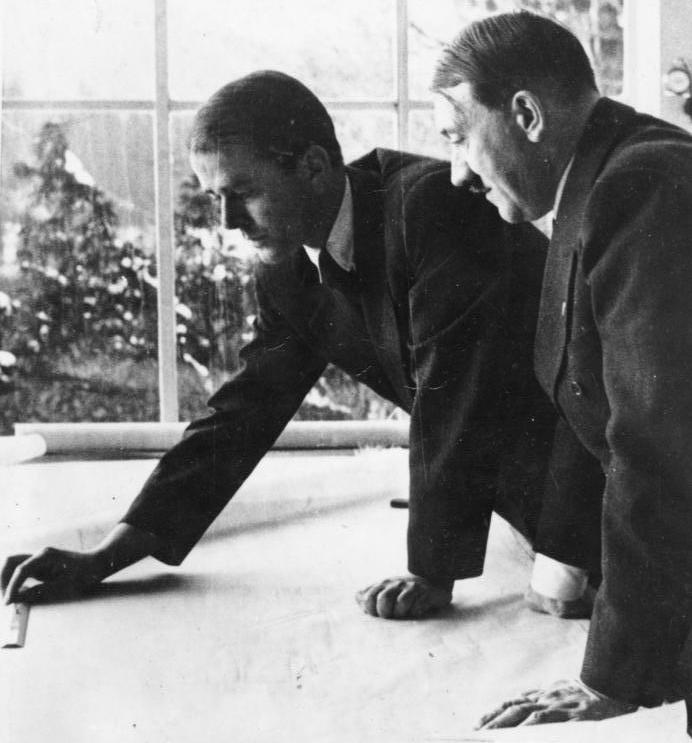
Speer en Hitler gebogen over een architectonische tekening

In november 1942 bespraken Adolf Hitler en Albert Speer, minister van Bewapening en Munitie, mogelijke lanceerconfiguraties en bestudeerde schaalmodellen en ontwerpen van de voorgestelde lanceerbunkers en de mobiele lanceereenheden. Hitler had een sterke voorkeur voor de vaste lanceerbasissen, in de vorm van lanceerbunkers, maar hij gaf ook toestemming voor de productie van de mobiele lanceerinrichtingen. Twee verschillende ontwerpen voor de bunkers waren uitgewerkt: het B.III-2a ontwerp, waarbij voorzien was dat de raketten voor lancering gereedgemaakt zouden worden in de bunker en vervolgens naar buiten zouden worden getransporteerd naar de lanceerplatforms. Terwijl in het B.III-2b ontwerp als uitgangspunt had dat de V2-raketten met een lift vanuit de bunker naar buiten zouden worden gebracht naar het dak van de lanceerbunker; waar de lanceerplatforms zich zouden bevinden.    
Minister Albert Speer gaf vervolgens opdracht aan de bouwonderneming Organisation Todt om twee lanceerbunkers te bouwen, volgens een "bijzondere vestingstandaard" (Sonderbaustärke), uit te voeren in gewapend beton met een dak van 5 meter dik en 3,5 meter dikke muren. Deze bunkers moesten worden gebouwd nabij de Franse Kanaalkust tegenover Engeland. Een aan de Opaalkust in de omgeving van Boulogne-sur-Mer en de andere op het schiereiland Cotentin nabij Cherbourg. Elke lanceerbunker moest in staat zijn om 36 V2-raketten per dag te kunnen lanceren en voldoende voorraden aan raketten en raketbrandstoffen kunnen herbergen om drie dagen V2-raketten te kunnen lanceren. Elke lanceerbunker zou worden bemand met 250 soldaten.